# Alice B. Toklas
Alice Babette Toklas, souvent appelée Alice B. Toklas (ou Alice Toklas), née le 30 avril 1877 à San Francisco et morte le 7 mars 1967 à Paris, est une femme de lettres américaine. Elle fut la compagne de l'écrivaine Gertrude Stein.

## Biographie
Issue d'une famille de la bourgeoisie juive d'origine polonaise, Alice Toklas fait des études de musique, en particulier de piano, à San Francisco et à Seattle. Elle rencontre Gertrude Stein à Paris en 1907. Ensemble elles tiennent au 27, rue de Fleurus un salon qui attire des écrivains tels que Ernest Hemingway, F. Scott Fitzgerald, Thornton Wilder, Paul Bowles et Sherwood Anderson ainsi que des peintres avant-gardistes comme Picasso, Matisse et Braque.
Tour à tour cuisinière, secrétaire, confidente, amante, muse, éditrice et critique de Gertrude Stein, Alice Toklas reste dans l'ombre jusqu'au jour où Gertrude Stein publie ses propres mémoires en 1933 sous le titre provocateur de The Autobiography of Alice B. Toklas, en faisant parler sa compagne à la première personne.
Elles connaîtront ensemble l'exil volontaire dans le Bugey durant les années d'Occupation et ne se quitteront qu'à la mort de Gertrude Stein en 1946.
En 1954, Alice Toklas publie un livre mêlant souvenirs et recettes de cuisine sous le titre The Alice B. Toklas Cookbook. La recette la plus connue (qui lui a été soufflée par son ami l'écrivain Brion Gysin) s'appelle haschisch fudge, un mélange de fruits secs, d'épices et de « canibus sativa » [sic], d'où l'appellation de certaines préparations à base de cannabis et de chocolat : Alice B. Toklas brownies. Un second livre de cuisine paraît en 1958 : Aromas and Flavors of Past and Present. Elle écrit par ailleurs différents articles dans The New Republic et The New Yorker.
En 1963, elle publie son autobiographie, What Is Remembered.
Alice Toklas s'est convertie au catholicisme durant les dernières années de sa vie et a été une féministe chrétienne. Elle a été inhumée au cimetière du Père-Lachaise à Paris.
Depuis 2004, le prix Alice B Readers est attribué annuellement aux meilleures fictions lesbiennes.

## Œuvres
- Alice B. Toklas, The Alice B. Toklas Cookbook :
  - Édition américaine : 1954
  - Première édition française, sous le titre « Le livre de cuisine d'Alice Toklas » (traduit de l'anglais par Claire Teeuwissen), éditions de Minuit, Collection du GRIF, Paris, 1981, 274 p.,  (ISBN 2-7073-0583-9), (BNF 34663294).
  - Nouvelle édition française, sous le titre « Le livre de cuisine d'Alice Toklas » (traduit de l'anglais par Claire Teeuwissen, avec une préface de Françoise Collin), éditions de Minuit, Paris, 1999, 274 p.,  (ISBN 2-7073-1692-X), (BNF 37057647).
- Alice B. Toklas, Aromas and Flavors of Past and Present, 1958
- Alice B. Toklas, What Is Remembered :
  - Édition américaine : Holt, Rinehart and Winston, New York, 1963, 186 p., (BNF 33193479).
  - Édition française, sous le titre « Ma vie avec Gertrude Stein » (traduit de l'anglais par Isabelle Di Natale, avec une préface de Mary Frances Kennedy Fisher et une postface de Gilbert A. Harrison), éditions du Rocher, coll. « Anatolia », Monaco et Paris, 2000, 222 p. + 8 p. de planches illustrées,  (ISBN 2-268-03808-4), (BNF 37199619).
- Alice B. Toklas, Staying on alone : letters (édité par Edward Burns, avec une introduction de Gilbert A. Harrison), éditions Angus and Robertson, Londres, Sydney et Singapour, 1973, XXII-426 p.,  (ISBN 0-207-95569-7), (BNF 35362650).